# Hans Rudolf Rösing
Hans-Rudolf Rösing (ur. 28 września 1905 w Wilhelmshaven, zm. 16 grudnia 2004 w Kilonii) − niemiecki oficer marynarki, w Kriegsmarine dowódca U-Bootów przed i podczas II wojny światowej, po jej zakończeniu kontradmirał w Bundesmarine.
Hans Rudolf Rösing wstąpił do Reichsmarine w kwietniu 1925 roku jako kadet, w październiku 1928 roku otrzymał promocję do stopnia podporucznika (Leutnant zur See). Służył na krążownikach „Nymphe” i „Königsberg”, następnie wszedł w skład grupy oficerów skierowanych na przeszkolenie na okrętach podwodnych. W 1935 roku, już w stopniu Kapitänleutnanta (odpowiednik kapitana marynarki), objął dowództwo nowo zbudowanego U-11. Kolejno dowodził U-35 i U-10, a od grudnia 1938 roku 5. Flotyllą U-Bootów (5. Unterseebootsflottille) w Kilonii.
Awansowany w lipcu 1939 roku do stopnia komandora podporucznika (Korvettenkapitän), służył przez krótki czas w sztabie admirała Karla Dönitza, następnie dowodził 7. Flotyllą U-Bootów w Kilonii. 21 maja 1940 roku powrócił na morze, obejmując okręt podwodny U-48. Podczas dwóch patroli bojowych zgłosił zatopienie 12 statków o łącznej pojemności 60 000 BRT, co przyniosło mu odznaczenie Krzyżem Żelaznym I Klasy i Krzyżem Rycerskim. W grudniu 1940 roku został oficerem łącznikowym przy bazie włoskich okrętów podwodnych w Bordeaux (BETASOM). Na krótko objął dowodzenie 3. Flotyllą U-Bootów, po czym w sierpniu 1941 roku powrócił do sztabu admirała Dönitza. W lipcu 1942 roku został mianowany Führer der U-Boote West, naczelnym dowódcą wszystkich okrętów podwodnych biorących udział w bitwie o Atlantyk, z kwaterami głównymi w Paryżu i Angers. W lutym 1943 roku był promowany do stopnia komandora porucznika (Fregattenkapitän), w marcu komandora (Kapitän zur See). Swoją funkcję sprawował do jesieni 1944 roku, kiedy zwycięska ofensywa aliantów zmusiła Niemców do ewakuacji ocalałych U-Bootów do baz w Norwegii (gdzie przeniósł się ze swym sztabem także Rösing), Danii i Rzeszy.
Po kapitulacji dostał się do niewoli brytyjskiej, w której spędził kolejny rok. Po powrocie do Niemiec wszedł w skład grupy byłych oficerów Kriegsmarine, tworzących tzw. Naval Historical Team, gromadzący pod auspicjami amerykańskiego Biura Wywiadu Marynarki Wojennej doświadczenia z prowadzenia działań przeciwko Związkowi Radzieckiemu. Od 1952 roku brał udział w tworzeniu struktur przyszłego ministerstwa obrony Republiki Federalnej. Po odtworzeniu marynarki wojennej, Bundesmarine, wstąpił w jej szeregi jako dowódca obszaru operacyjnego Morza Północnego (Kommandeur des Marine-Abschnittskommandos Nordsee). Służbę zakończył w stopniu kontradmirała w 1965 roku. Był odznaczony Związkowym Krzyżem Zasługi. Zmarł w Kilonii w 2004 roku, mając 99 lat.